# تشارلز كارول المستوطن
تشارلز كارول (1661-1720) ، كان يطلق عليه أحيانًا تشارلز كارول المستوطن لتمييزه عن ابنه وحفيده ،  محامًا وزارعًا ثريًا في ولاية ماريلاند الاستعمارية وهو كاثوليكي . اشتهر كارول لتولي منصب في المستعمرة التي يهيمن عليها البروتستانت (ماريلاند) أدت إلى حرمان كاثوليك المستعمرة من حق التصويت.
هو الابن الثاني لأبوين كاثوليكيين إيرلنديين ،تلقى كارول تعليمه في فرنسا كمحام قبل أن يعود إلى إنجلترا ، حيث اتخذ الخطوات الأولى في مهنة القانون. قبل أن تتطور تلك المهنة ، حصل على منصب المدعي العام لمستعمرة ماريلاند الفتية. قصد مؤسسها جورج كالفرت وذريته أن تكون ملجأ للكاثوليك.

## النشأة والهجرة
كارول هو الابن الثاني من بين أربعة أبناء ولدوا لدانيال كارول من أغاغورتي وليترمورنا (سي 1642-1688) ، وهو رجل إيرلندي كاثوليكي فقدت عائلته الكثير من أراضيهم وثرواتهم في الحرب الأهلية الإنجليزية . مكان ولادته غير واضح ، على الرغم من أنه حدث على الأرجح بالقرب من بلدة أغاغورتي الصغيرة التي أخذها والد كارول كجزء من اسمه.  تم الحصول على بعض ممتلكات العائلة بالقرب من أغاغورتي من قبل صديق ، ريتشارد جريس ، الذي جعل دانيال كارول المستأجر الرئيسي. أعطى هذا الإجراء للأسرة كمصدر رزق ، لكن ظلت موارد الأسرة محدودة مقارنة بوضعها السابق.  من المحتمل أن يكون تشارلز كارول قد رعاه غريس الأكثر ثراءً ، الذي لم يكن لديه ابن. 

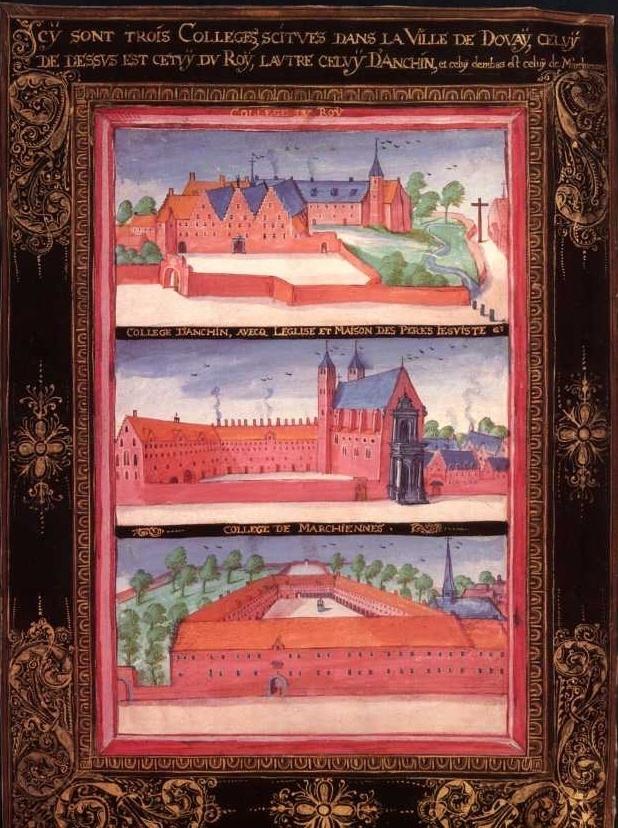
صورة لجامعة دواي في فرنسا ، حيث درس كارول القانون المدني والقانون الكنسي

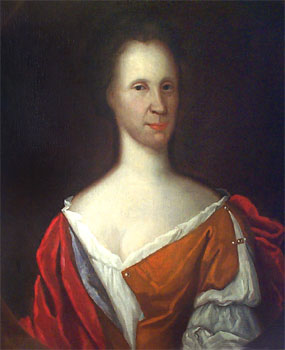
ماري دارنال كارول ، الزوجة الثانية لتشارلز كارول